# Celso Mariño
Celso Mariño Ferreira (Pontevedra, 14 de juliol de 1910 - 6 d'abril de 1992) va ser un metge, esportista, futbolista, entrenador de futbol i director esportiu gallec.

## Biografia
Va néixer a Pontevedra i va estudiar al Col·legi X de Germán Adrio Maña. Durant la seva joventut va jugar a futbol en la posició de davanter. Es va formar al planter de l'equip Eiriña i va jugar amb el primer equip fins al 1928, coincidint amb el futbolista O'Donell, entre d'altres. Després va fitxar pel Santiago FC, on va jugar fins al 1929.
Va ser un destacat esportista, tres vegades campió d'Espanya, dues d'elles en decatló (1934 i 1935) i l'altra en llançament de javelina (1935), establint un nou rècord d'Espanya en ambdues disciplines. També va ser campió gallec vuit vegades, en set disciplines diferents (110 metres tanques, salt d'alçada, salt de perxa, salt de llargada, llançament de pes, llançament de disc i llançament de javelina).
Va ser nomenat tècnic del Deportivo de La Coruña per al debut del club a Primera Divisió, la temporada 1941-42. Van aconseguir derrotar els principals equips de la lliga (Reial Madrid, FC Barcelona, València CF, Atlètic de Madrid, Sevilla i Athletic Club) i van vèncer al Celta de Vigo en el derbi de Riazor, acabant la campanya en un històric quart lloc. La temporada següent (1942–43), Mariño va assumir el paper de preparador físic, amb Eduardo González "Chacho" com a jugador-entrenador, però després de la seva renúncia al novembre, Mariño va tornar a agafar la direcció de l'equip fins al final de la campanya, que va acabar amb l'equip en novena posició. Per a la campanya següent es va contractar Ramón de la Fuente com a entrenador.
Va ser delegat per Galícia a la Federació Espanyola d'Atletisme, i va crear i dirigir l'Escola Gallega d'Entrenadors de Futbol. El novembre de 1969 va presentar la seva candidatura a la presidència del Pontevedra CF, club de Primera Divisió, sent elegit com a únic candidat, succeint en el càrrec a Miguel Otero Rodríguez. Va presidir el club durant un any i mig, va viure el descens a Segona Divisió i va acabar dimitint del càrrec el maig de 1971.